# Microplexia anosibe
Microplexia anosibe är en fjärilsart som beskrevs av Emilio Berio 1959. Microplexia anosibe ingår i släktet Microplexia och familjen nattflyn. Inga underarter finns listade i Catalogue of Life.